# Jean Aufresne-Rival
Jean Aufresne-Rival, właśc. Jean Rival, pseud. Aufresne (ur. 17 lutego 1728 w Genewie, zm. 4 lipca 1804 w Sankt Petersburgu) – francuski aktor.
Był synem genewskiego zegarmistrza Davida Rivala. Początkowo przygotowywał się do zawodu prawnika. Karierę aktora komediowego rozpoczął w Normandii w 1757. Jego grą zachwycali się pisarze i filozofowie francuskiego oświecenia jak Jean-Jacques Rousseau czy Wolter. Aufresne wiele podróżował po Europie w trakcie swoich teatralnych tournée. Po 1777 znalazł się jako aktor na dworze cesarzowej Rosji Katarzyny II, gdzie pozostał do końca swej kariery.
Potomkiem Aufresne'a w linii prostej był rosyjski poeta i pisarz Michaił Kuzmin (1872–1936).